# LL Cool J

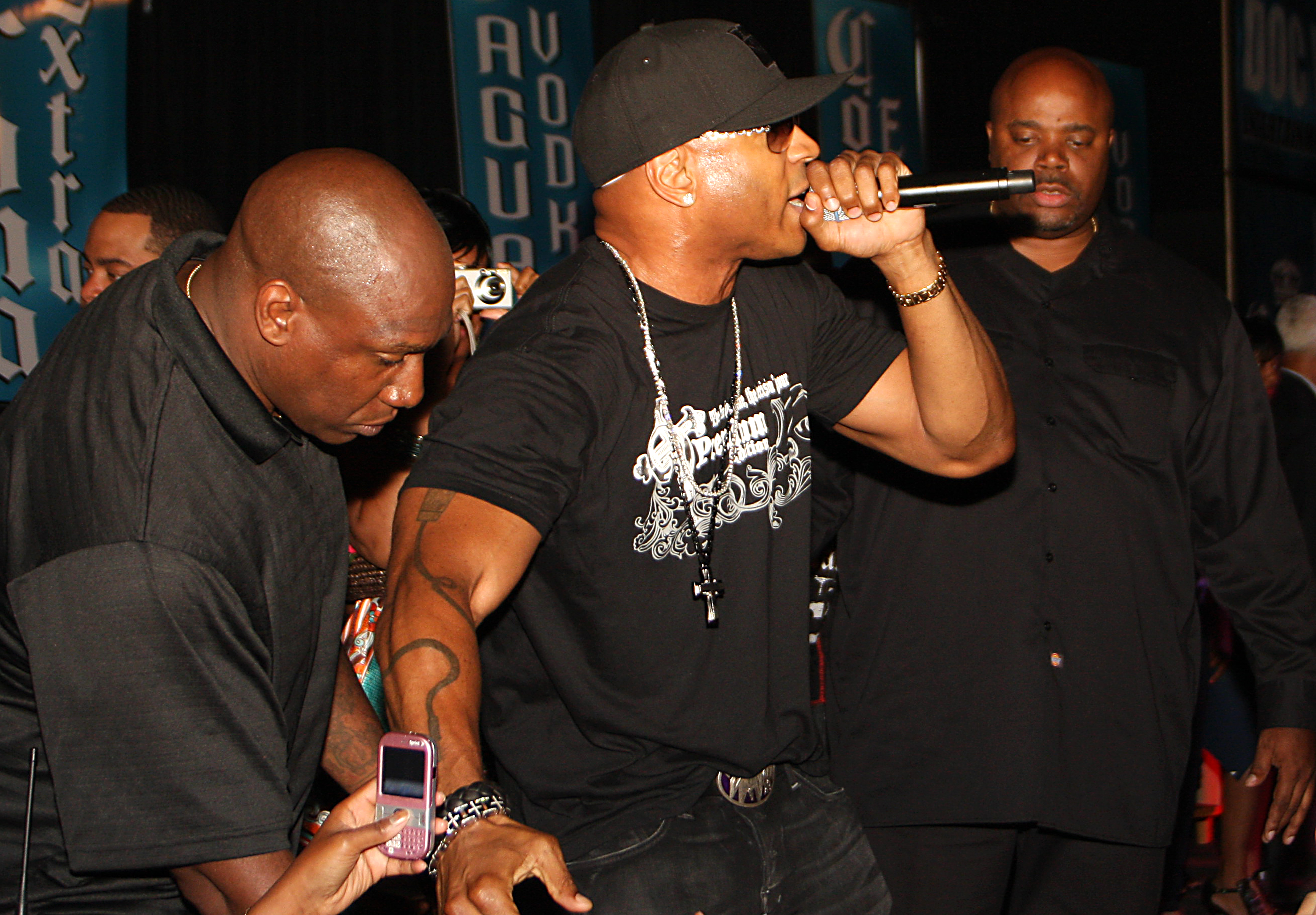
LL Cool J în Wilmington, Delaware în august 2008.

James Todd Smith (n. 14 ianuarie 1968), mai binecunoscut ca LL Cool J (o abreviere pentru Ladies Love Cool James), este un rapper și actor american. El este cunoscut pentru baladele romantice „I Need Love”, „Around the Way Girl” și „Hey Lover” precum și pentru melodiile hip hop: „I Can't Live Without My Radio”, „I'm Bad”, „The Boomin' System” și „Mama Said Knock You Out”.
LL Cool J este, de asemenea, cunoscut ca unul dintre strămoșii pop rap. El a lansat 13 albume de studio și două compilații cu cele mai mari hit-uri. Al XII-lea album Exit 13 (2008), a fost ultimul lui album făcut alături de Def Jam Recordings. Cel mai recent album al său, Authentic, a fost lansat în aprilie 2013. În 2010, VH1 a luat în considerare includerea sa în lista „100 Greatest Artists Of All Time”.
LL Cool J a apărut, de asemenea, în numeroase filme, inclusiv  In Too Deep, Any Given Sunday, S.W.A.T., Mindhunters și Edison.